# Episodi di Huff (prima stagione)
La prima stagione della serie televisiva Huff è stata trasmessa negli Stati Uniti su Showtime dal 7 novembre 2004 al 30 gennaio 2006.
In Italia è andata in onda su Italia 1 dal 19 gennaio 2007 al 13 aprile 2007.
| nº | Titolo originale           | Titolo italiano             | Prima TV USA     | Prima TV Italia  |
| -- | -------------------------- | --------------------------- | ---------------- | ---------------- |
| 1  | Pilot                      | Nello studio del dott. Huff | 7 novembre 2004  | 19 gennaio 2007  |
| 2  | Assault & Pepper           | Domande a raffica           | 14 novembre 2004 | 26 gennaio 2007  |
| 3  | Lipstick on Your Panties   | La festa dell'arcobaleno    | 21 novembre 2004 | 2 febbraio 2007  |
| 4  | Control                    | Controllo                   | 28 novembre 2004 | 9 febbraio 2007  |
| 5  | Flashpants                 | Il papà d'America           | 5 dicembre 2004  | 16 febbraio 2007 |
| 6  | Is She Dead?               | È morta?                    | 12 dicembre 2004 | 23 febbraio 2007 |
| 7  | That Fucking Cabin         | Quel vecchio rifugio        | 19 dicembre 2004 | 2 marzo 2007     |
| 8  | Cold Day in Shanghai       | Nervi a fior di pelle       | 26 dicembre 2004 | 9 marzo 2007     |
| 9  | Christmas Is Ruined        | Un brutto Natale            | 2 gennaio 2005   | 16 marzo 2007    |
| 10 | The Good Doctor            | Distrazioni coniugali       | 9 gennaio 2005   | 23 marzo 2007    |
| 11 | The Sample Closet          | Cane bastonato              | 16 gennaio 2005  | 30 marzo 2007    |
| 12 | All the Kings Horses       | Dopo la tempesta...         | 23 gennaio 2005  | 6 aprile 2007    |
| 13 | Crazy Nutz & All Fucked Up | Pazzi svitati               | 30 gennaio 2005  | 13 aprile 2007   |

## Nello studio del dott. Huff
- Titolo originale: Pilot
- Diretto da: Scott Winant
- Scritto da: Bob Lowry

### Trama
C'è una presentazione del dott. "Huff" dove vediamo il suo tipo di lavoro (psichiatra), la sua situazione familiare (sposato con un figlio), i suoi conflitti familiari (una moglie in "guerra" con la suocera che vive a pochi passi dalla sua abitazione) e altro ancora.
Huff ha un fratello mentalmente disturbato, un amico avvocato e inoltre dimostra di avere buon cuore e di essere una persona di sani principi. Rimane turbato quando un suo paziente adolescente dopo avergli rivelato di essere omosessuale e di come la sua famiglia l'avesse presa si suicida nel suo studio.

## Domande a raffica
- Titolo originale: Assault & Pepper
- Diretto da: Scott Winant
- Scritto da: David Maples

### Trama
Russel passa una serata a base di droga insieme ad una giovane prostituta e al mattino si risveglia legato al letto senza nemmeno più la televisione, a dargli il risveglio è l'amico Huff. I due si dirigono in tribunale per discutere in maniera informale del suicidio del suo giovane paziente. Il suo amico-avvocato Russel riesce ad avere la meglio bluffando e inventando dei particolari sul caso del ragazzo, in questo modo non verranno svolte ulteriori indagini sull'incolpevole Huff.

## La festa dell'arcobaleno
- Titolo originale: Lipstick on Your Panties
- Diretto da: Paris Barclay
- Scritto da: David Maples

### Trama
Russel dopo l'acquisto di un televisore riesce a portare a casa con sé due commesse e due tecnici del negozio, nonostante inviti anche Huff lui non ci va, insieme ai suoi invitati dà vita a un festino a base di droghe e alcool. Byrd invece nella stessa serata si reca ad un festino di tipo sessuale chiamata "festa dell'arcobaleno", nonostante in un primo momento riesca a farla franca Beth lo scopre. Beth e Huff discutono sull'accaduto è decidono di metterlo in punizione per un mese. Sul finale Huff rivela a Byrd di avere avuto paura quando il suo paziente deceduto gli puntò la pistola addosso.

## Controllo
- Titolo originale: Control
- Diretto da: Tucker Gates
- Scritto da: Thania St. John

### Trama
Huff e Russel vanno al processo per il ragazzo suicidatosi, e dopo diversi momenti riescono a vincere la causa dimostrando che non è stata colpa di Huff ma della famiglia del ragazzo. Tra i testimoni chiamati contro Huff anche la sua paziente ossessiva Melody, che nonostante non sia più in cura da lui lo perseguita. Nel frattempo un paziente di Huff finisce in ospedale senza che lui sia riuscito a dargli un aiuto concreto, visto i soli due incontri tra i due.
Byrd da ripetizioni di matematica a una ragazza estremamente religiosa e tra i due sembra nascere qualcosa. Beth e Izzy invece discutono sul fatto che quest'ultima non debba entrare in casa dalle 6 del mattino ogni giorno. A fine giornata Huff e Teddy hanno il loro classico colloquio.

## Il papà d'America
- Titolo originale: Flashpants
- Diretto da: Daniel Attias
- Scritto da: Mark Richard

### Trama
Huff è ancora alle prese con l'ossessiva Melody che va ripetutamente nel suo ufficio cercando anche di simulare una violenza da parte di lui. Byrd e Gail (la ragazza a cui dava ripetizioni) entrano in intimità ma per sfortuna Byrd si fa male ad un occhio con il reggiseno di lei ed è costretto ad andare all'ospedale accompagnato da Izzy. Beth si tocca il seno, probabilmente ha un nodulo. Huff incontra suo padre Ben e quando ne parla a Teddy lui ha un attacco nervoso. La madre del ragazzo suicidatosi torna nello studio di Huff per parlare con lui, mentre Russel fa ricoverare un suo amico con problemi di cocaina.

## È morta?
- Titolo originale: Is She Dead?
- Diretto da: Scott Winant
- Scritto da: Bob Lowry

### Trama
La madre del ragazzo deceduto inizia ad andare nello studio di Huff, e questi incontri diventano dei veri e propri incontri di terapia. Si scopre che quando il ragazzo era più piccolo lei aveva abusato di lui. Russel organizza una cena con un'amica e mentre ci sta andando abusa di droghe nella limousine e sviene. Gail va da Byrd e gli dice che non potranno più vedersi per ordine del padre di lei. Byrd viene poi consolato da Izzy. Teddy scappa durante una gita organizzata dal centro in cui è ricoverato e va nella sua vecchia abitazione, qua Beth riesce a trovarlo e lo porta a casa sua dove ad aspettarlo ci sono Huff e Izzy. Quest'ultima alla domanda di Teddy su come mai non va mai a trovarlo risponde dicendogli di sentirsi responsabile della sua condizione.

## Quel vecchio rifugio
- Titolo originale: That Fucking Cabin
- Diretto da: Mark Piznarski
- Scritto da: Jessica Mecrienburg

### Trama
Huff e Byrd si recano al "vecchio rifugio" e trovano anche Ben (il padre di Huff), insieme danno una sistemata a questo posto che è rimasto abbandonato da diverso tempo. Russel con l'aiuto di Pepper cerca di disintossicarsi dalle droghe e dall'alcool con molta difficoltà.
Madeleine riesce ad introdursi in casa di Huff e dopo una crisi si azzuffa con Beth che esce ferita da questo scontro, Melody va via dicendo di aver appena incominciato con loro.

## Nervi a fior di pelle
- Titolo originale: Cold Day in Shanghai
- Diretto da: Dan Lerner
- Scritto da: Nicole Mirante

### Trama
Huff inizia ad avere dei pensieri su Melody e lei lascia dei segnali minacciosi tipo una rosa davanti a casa di lui. Beth scopre che sua madre sta per morire. Byrd fa uso di droghe leggere con i suoi amici che gli chiedono anche di sottrarre qualche sostanza

## Un brutto Natale
- Titolo originale: Christmas Is Ruined
- Diretto da: Matt Shakman
- Scritto da: Thania St. John

### Trama
È Natale, la famiglia di Beth arriva a casa Huff per festeggiarlo, Beth vede sua madre Madeleine malata di cancro la prima volta e scopre che non sta facendo la chemioterapia perché si sente meglio così. Anche Russel e Pepper si recano lì, stranamente Doug (il cognato di Huff) sembra conoscere Pepper. Gail ha un incontro con Byrd e passano il Natale a letto insieme. Ben lo chiama malinconico da un bar, ripensa alla firma di Izzy sulla causa di divorzio e poi dice che probabilmente si recherà ad Hong Kong dalla sua compagna che è partita da poco per la sua città natale. Izzy conclude la serata insieme alla sua amica malata che muore davanti ai suoi occhi.

## Distrazioni coniugali
- Titolo originale: The Good Doctor
- Diretto da: Ellen S. Pressman
- Scritto da: Byron Balasco

### Trama
Un agente dell'F.B.I. va nello studio di Russel per chiedere spiegazioni riguardo ad un criminale deceduto, in realtà Russel ha avuto da lui solo della cocaina, ma l'agente crede che sia implicato in altre attività illecite come il riciclaggio di denaro. Huff ha un incontro di lavoro con una giovane ragazza, i due si scambiano i numeri di telefono e una sera escono, lei lo bacia. Russel diventa paranoico e dopo aver scoperto una cimice nel suo telefono fa rivoltare tutto l'ufficio, ma non ne trova altre.
Huff vede per l'ennesima volta il barbone a cui aveva dato dei soldi tempo fa e che spesso aveva rivisto, dopo questa apparizione si ha la conferma che sia solo il frutto della sua immaginazione.

## Cane bastonato
- Titolo originale: The Sample Closet
- Diretto da: Sarah Pia Anderson
- Scritto da: Nicole Mirante e Thania St. John

### Trama
Huff rivede la giovane ragazza e i due di nuovo si baciano. Maggie (la segretaria di Russel) va da lui dicendo che si sarebbe licenziata, visto che sua sorella è stata espulsa dagli Stati Uniti e la pratica era stata affidata proprio a Russel, che non gli ha dedicato tempo sufficiente.
Huff, Beth, Izzy e Russel si recano ad una festa, qui Beth passa diverso tempo con un collega, Huff ubriaco va da loro e gli urla contro, Beth gli dice di non tornare a casa. Si reca quindi dalla giovane ragazza dicendole che oltre al bacio non ci sarebbe stato dell'altro. Si scopre poi che Russel e Izzy hanno passato una notte insieme in precedenza ma decidono di tenere segreta la cosa. La madre di Beth (che è malata di tumore) continua a chiamare a casa senza trovare Beth che comunque non la richiama. Una delle commesse del negozio di televisioni con cui Russel aveva dato un festino tempo fa va da lui dicendogli di essere incinta.
Huff si accasa da Teddy.

## Dopo la tempesta...
- Titolo originale: All the Kings Horses
- Diretto da: Martha Coolidge
- Scritto da: Byron Balasco

### Trama
Huff e Beth litigano ancora, viene fuori però che il collega di Beth era realmente attratto da lei, Huff allora racconta a Beth dei suoi duoi baci con la giovane ragazza e Beth s'infuria.
La madre di Beth incontra Gail e fanno amicizia, Russel invece ha la certezza che il figlio sia suo visto che la donna ha fatto gli esami. Maggie torna da Russel e dopo qualche discussione e la promessa di Russel di occuparsi della sorella di lei sembra che dopo una vacanza Maggie tornerà a lavorare per lui. La madre di Beth ha un malore e sviene in cucina. Teddy studia spagnolo, Huff gli propone un nuovo medicinale che però potrebbe avere effetti collaterali rischiosi.

## Pazzi svitati
- Titolo originale: Crazy Nutz & All Fucked Up
- Diretto da: Scott Winant
- Scritto da: Bob Lowry

### Trama
Russel cerca di sbrigare la faccenda riguardante suo figlio, in un primo momento si accorda con la donna incinta per un aborto ma poi ci ripensa. Maggie riprende il suo posto di lavoro. Melody irrompe di notte in casa di Huff, sanguinante e affaticata, si scopre che è stata violentata, viene rinchiusa in una casa di cura e Huff si occupa di lei. Questo porta a nuovi litigi tra Huff e Beth, e lei decide di accompagnare sua madre Madeleine a casa (visto che da qualche tempo era ospite in casa di Huff) e di fermarsi per qualche tempo dai suoi genitori. Nel frattempo Teddy viene accompagnato da Izzy per parlare del medicinale che dovrebbe prendere, quando arriva insieme a Huff lui aspetta in macchina mentre Huff sale in camera e trova Russel nuovamente a letto con sua madre; Huff finalmente li scopre e questo porta a un litigio con Russel che tira anche un pugno ad Huff, dopo varie spinte Russel cade dalle scale e perde i sensi. Teddy chiede alla madre se può prendere la medicina, lei gli dice di no e lui fugge con l'auto di Huff.